# Ritztechnik
Die Ritztechnik ist in der Chirurgie der abstehenden Ohren ein Verfahren, bei dem der Knorpel auf der Vorderseite der zu formenden Anthelix geriffelt oder geritzt wird. Auf diese Weise verbiegt sich der Knorpel konvex zur Gegenseite, wodurch sich das Ohr in Richtung Schädel bewegt. Fäden zum Biegen der Anthelix sind nicht unbedingt erforderlich. Ein typischer Vertreter dieser Technik ist bei den traditionellen Otopexien die Ohranlegeoperation nach Stenström und bei den Sonderformen der Ohranlegeoperationen die Methode von Fritsch, Kaye, Mouly, Peled und Tramier.